# Zombie Movie
Zombie Movie es un corto de zombis producido por 2Chums Moving Pictures en 2005. 2Chums Moving Pictures está formado por Michael J. Asquith y Ben Stenbeck, ambos empleados de Weta Workshop que trabajan actualmente en Valve Corporation. Esta película fue el primer archivo multimedia distribuido a través de Steam.

## Sinopsis
En algún lugar de Nueva Zelanda en 1986, tres jóvenes: Paul (Simon Niblett), Darryn (Des Morgan) y Sam (Stenbeck), se encuentra atrapados en un Holden EH de 1965, sin gasolina y rodeados de zombis. La película se centra en la interacción entre los tres y sus conversaciones que tratan temas desde los víveres que tienen hasta sus gustos musicales, pasando por algún que otro plan de huida. Darryn encuentra una lata de gasolina en el maletero, y entre los tres hacen un agujero donde creen que está el depósito, pero sin querer echan el combustible fuera del mismo. A medida que pasan los días Sam se vuelve loco y empieza a preferir estar muerto, mientras que los otros dos, viéndolo como un potencial alimento, intentan cargárselo con una navaja, sin éxito alguno. Sam acaba muriendo, y Paul se convierte en zombi tras recibir un mordisco al comienzo de la película, lo que obliga a Darryn a decapitarlo. Tras lanzar la cabeza de Paul por la ventanilla del coche, se da cuenta de que el coche esta sobre una tapa de alcantarilla. Darryn consigue huir por esa entrada de alcantarilla y, una vez abajo, se enciende un cigarrillo para homenajear su triunfo, provocando involuntariamente una explosión al entrar en contacto con la gasolina que anteriormente echaron fuera del depósito. La escena final de la película muestra a los tres en el mismo coche, pero blanco y brillante, con Darryn en el asiento trasero con dos ángeles (Sivannah Bassant y Micah Brown), haciendo referencia al Cielo.

## Premios
- Ganadora del mejor corto de terror cómico, Screamfest LA 2005
- Ganadora del mejor corto, New York City Horror Film Festival 2005 New York City Horror Film Festival#Premios 2005